# Brachyceraea
Brachyceraea is een geslacht van insecten uit de familie van de blaaskopvliegen (Conopidae), die tot de orde tweevleugeligen (Diptera) behoort.

## Soort
- B. brevicornis (Loew, 1847)